# Ольденбург (район)
Ольденбург (нім. Oldenburg) — район у Німеччині, у складі федеральної землі Нижня Саксонія. Адміністративний центр — місто Вільдесгаузен.

## Населення
Населення району становить 132 091 осіб (станом на 31 грудня 2021).

## Адміністративний поділ
Район складається з одного міста і 14 громад (нім. Gemeinden), 8 з яких об'єднані в об'єднання громад (нім. Samtgemeinde).
Дані про населення наведені станом на 31 грудня 2021. 
| 1. Варденбург (16213) 2. Вільдесгаузен, місто (20667) 3. Гандеркезе (31578) 4. Гаттен (14440) 5. Гросенкнетен (16144) 6. Гуде (15993) 7. Детлінген (6380) | Об'єднання громад: Зірочкою (*) позначений центр об'єднання громад. - Гарпштедт (10676) 1. Беккельн (766) 2. Вінкельзетт (511) 3. Гарпштедт * (4717) 4. Грос-Іппенер (975) 5. Дюнзен (1149) 6. Кірхзельте (1172) 7. Кольнраде (751) 8. Прінцгефте (635) |